# دون ویلسون
دونالد گلن ویلسون (به انگلیسی: Donald Glen Wilson) (متولد ۱۰ سپتامبر ۱۹۵۴) با نام هنری دون ویلسون و نام مستعار " اژدها "، یک رزمی ‌کار، ورزشکار، کیک‌بوکسینگ کار و بازیگر فیلم‌های رزمی آمریکایی است. یک بار قهرمانی جهانی و ۱۱ قهرمانی حرفه‌ای کیک بوکسینگ که در چهار دهه را در کارنامه ورزشی خود دارد. شاید او را بتوان یکی از بزرگترین کیک بوکسورهای حرفه‌ای تاریخ آمریکا نامید.

## آثار بازیگری
- بی‌مصرف‌ها (۱۹۸۸) - The Expendables
- مشت خونین (۱۹۸۹) - Bloodfist[۲]
- مشت خونین ۲ (۱۹۹۰) - Bloodfist 2[۳]
- رینگی از آتش ( ۱۹۹۱) - Ring of Fire[۴]
- ضربه بعدی (۱۹۹۱) - Future Kick
- مشت خونین ۳: مبارزه اجباری (۱۹۹۲) - Bloodfist 3
- کمربند سیاه (۱۹۹۲) - Blackbelt
- خارج از خون (۱۹۹۲) - Out for Blood
- مشت خونین ۴: تلاش مرگ (۱۹۹۳) - Bloodfist IV: Die Trying
- رینگی از آتش ۲: خون و فولاد (۱۹۹۳) - Ring of Fire II: Blood and Steel
- مشت خونین ۵: هدف انسانی (۱۹۹۴) - Bloodfist V: Human Target
- طلوع خورشید قرمز (۱۹۹۴) - Red Sun Rising
- مامور ماشینی (فیلم ۱۹۹۴) - CyberTracker
- مامور ماشینی۲ (فیلم ۱۹۹۵) - Cyber-Tracker 2
- مشت خونین ۶: زمین صفر (۱۹۹۵) - Bloodfist VI: Ground Zero
- رینگی از آتش ۳: شیر قهرمان (۱۹۹۵) - Ring of Fire 3: Lion Strike
- مشت خونین ۷: منهانت (۱۹۹۵) - Bloodfist VII: Manhunt
- مبارزه مجازی (۱۹۹۵) - Virtual Combat
- مشت خونین ۸: آموزش‌دیده برای کشتن (۱۹۹۶) - Bloodfist VIII: Trained to Kill
- هجوم ترمینال (۱۹۹۶) - Trminal Rush
- شکارچی شب (فیلم ۱۹۹۶) - Night Hunter
- هالیوود سافاری (۱۹۹۷) - Hollywood Safari
- دوزخ (فیلم ۱۹۹۷) - Inferno
- هر آنچه که میگذرد (۱۹۹۹) - Neil Whatenene It Takes
- توطئه کاپیتول (۱۹۹۹) - Capitol Conspiracy
- هدف متحرک (فیلم ۲۰۰۰) - Moving Target
- رستگاری (۲۰۰۲) - Redemption
- جنگده علمی (۲۰۰۴) - Sci-Fighter
- آخرین سنتیل (۲۰۰۷) - The Last Sentinel
- آذادیخواه (۲۰۱۲) - Liberator
- جوانک رزمی‌کار (۲۰۱۵) - The Martial Arts Kid